# 拉爾然卡
45°21′37″N 28°42′56″E / 45.36028°N 28.71556°E
拉爾然卡（烏克蘭語：Ларжанка）是位於烏克蘭西南部的村莊，由敖德萨州伊茲梅爾區的薩夫亞尼市鎮負責管轄。該村始建於1945年，面積3.5平方公里，海拔高度26米，2001年人口2,386，人口密度每平方公里681.71人。